# North American Charging Standard

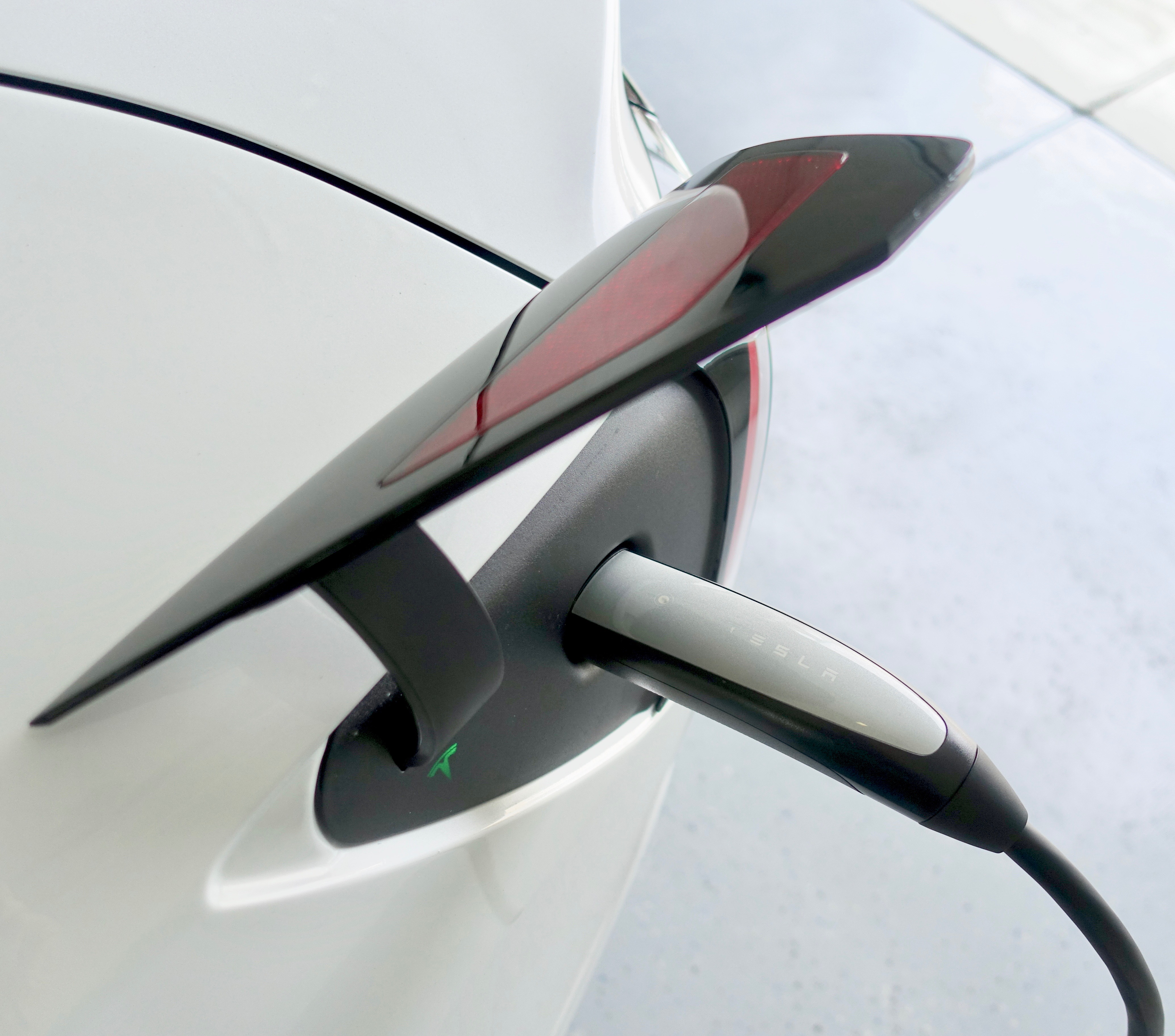
Een Tesla met een NACS-connector.

De North American Charging Standard (NACS) is een standaard voor het opladen van elektrische voertuigen. NACS is ontwikkeld door Tesla in 2012, toen nog onder de naam Tesla charging connector.

## Geschiedenis
Tesla startte met de ontwikkeling van een propriëtaire oplaadstekker in 2012. Deze verscheen voor het eerst in de Model S, maar integreerde de connector ook in haar andere voertuigen.
Naast de ontwikkeling van de Tesla charging connector, bouwde het bedrijf ook een netwerk van oplaadstations in de Verenigde Staten onder de naam Tesla Supercharger. Bij deze Superchargers is het mogelijk een voertuig op te laden in relatief korte tijd.

### Openstelling
In 2022 werd de standaard, waaronder de connector en de oplaadstations van Tesla, opengesteld voor andere fabrikanten van elektrische voertuigen.
Autofabrikanten Ford, General Motors en Aptera kondigden in mei 2023 aan NACS in de toekomst te gaan integreren in hun voertuigen voor de Noord-Amerikaanse markt, en verdere ondersteuning voor CCS1 in de VS en Canada uit te faseren. Ford noemde als reden voor deze transitie het beschikbaar komen van ruim 12.000 Tesla Superchargers. Deze snellaadpalen zullen vooralsnog toegankelijk zijn met een losse adapter, die met nieuwe voertuigen vanaf 2025 overbodig wordt.
In juni 2023 sloten inmiddels meer autofabrikanten zich bij de transitie aan, zoals Rivian, Volvo en Polestar, die hun voertuigen in de VS vanaf 2025 met NACS zullen gaan uitvoeren.
De aankondiging zorgde voor een domino-effect, daar meerdere aanbieders van oplaadapparatuur, zoals ABB, Autel, Blink, ChargePoint en Wallbox, aangaven NACS in de toekomst te zullen gaan ondersteunen. Om het daadwerkelijk een universele standaard te laten worden, zal het eerst worden onderworpen aan het standaardisatieproces door onder meer de ISO, IEC en SAE.
Het Amerikaanse Witte Huis staat achter CCS1 als standaard in de Verenigde Staten. Het vereist aanbieders van oplaadapparatuur om CCS-stekkers in te bouwen, als onderdeel van een subsidieregeling van in totaal 7,5 miljard dollar.